# 韦克菲尔德对峙
2021年7月3日，一群摩尔人崛起的武装人员在麻萨诸塞州韦克菲尔德95号州际公路附近发生对峙。起因是公路警察看到有一群手持枪械的人员在加油站加油，上前盘问时，这些人声称自己隶属的组织不承认美国法律并拒绝配合，双方随后发生对峙。对峙持续了几个小时，最终这11人被逮捕。
摩尔人崛起组织被认为和摩尔人科学圣殿和主權公民運動有关。